# Henry Rinklin
Henry Rinklin (né le 15 septembre 1957 à Geisingen) est un coureur cycliste allemand. Champion du monde de la course aux points juniors en 1975, il a été vice-champion du monde de poursuite par équipes en 1977 et médaillé de bronze du championnat du monde de la course aux points en 1984.

## Palmarès sur piste

### Championnats du monde
- 1975
  -  Champion du monde de la course aux points juniors
- San Cristobal 1977
  -  Médaillé d'argent de la poursuite par équipes
- Barcelone 1984
  -  Médaillé de bronze de la course aux points

### Championnats d'Europe
- 1983
  -  Médaillé de bronze de l'américaine
- 1984
  -  Médaillé de bronze de l'américaine

### Championnats nationaux
- Champion d'Allemagne de l'Ouest de poursuite par équipes amateur en 1976
- Champion d'Allemagne de l'Ouest de l'américaine amateur en 1977 et 1978, et professionnel en 1980

### Six jours
- Six jours de Dortmund en 1982 avec Danny Clark
- Six jours de Stuttgart en 1985 avec Josef Kristen

## Palmarès sur route
- 1975
  - Tour d’Israël
- 1981
  - 2e du Championnat de Zurich
  - 3e du Tour d'Indre-et-Loire
- 1982
  - 4e étape du Tour d'Allemagne
- 1984
  - Coca-Cola Trophy